# Internet Systems Consortium
Internet Systems Consortium Inc. of afgekort ISC is een not for profit bedrijf geregistreerd in de staat Delaware in de Verenigde Staten van Amerika. Het huidige ISC Inc. is de opvolger van het originele Internet Software Consortium.

## Geschiedenis
Als not for profit corporation in Amerika en als bedrijf zonder winstoogmerk voor het algemene nut heeft het huidige ISC Inc. recht op diverse belastingvoordelen.
Oorspronkelijk opgericht in 1994 door Paul Vixie, Rick Adams en Carl Malamud met als doel het ontwikkelen en verspreiden van bepaalde standaard softwaretools. In 2004 werd het oorspronkelijke bedrijf omgevormd in de huidige organisatie.

## Software
ISC ontwikkelt en distribueert een aantal softwarepakketten voor servers op internet. De bekendste pakketten van ISC zijn:
- BIND - het meest gebruikte programma voor DNS-servers
- DHCP - een verzameling DHCP daemons: server, client en relay-agent
- INN - een verzameling tools rond NNTP of Usenet
- OpenREG - Extensible Provisioning Protocol: een pakket voor beheerders van Top level domein
- IRR Toolset - een verzameling tools voor analyse van de routering van internet
- NTP - een verzameling programma's op basis van Network Time Protocol, de standaard voor time servers of klokken op internet volgens NTP: RFC 1305 en SNTP RFC 4330[2]

## Rootserver
Behalve de ontwikkeling van software is ISC ook de beheerder van een van de zogenaamde Root-servers: de F-root server. Deze server is de eerste die gebruikmaakt van anycast. Verspreid over de wereld, op de drukste internetknooppunten, staan diverse F-Root DNS servers van ISC. Een aantal servers draaien zowel IPv4 als IPv6, anderen alleen IPv4.